# Delia Rodríguez
Delia Rodríguez fue una cancionista y compositora italiana que hizo carrera en Argentina.

## Carrera
La cupletista criolla pero italiana de nacimiento se inició profesionalmente en el tango a fines del siglo XIX. Con su característica voz se hizo popular sobre todo en la década del '10.
Apodada la Ñatita, de profesión estilista, se hizo muy amiga de la reconocida cantante de tangos Azucena Maizani, de quien fue compañera de coro. en una fiesta de cumpleaños organizada por ella en su casa, Maizani fue descubierta por el pianista Enrique Delfino, Delfy, quien creyó ver en ella a la versión made in Argentina de Raquel Meller, "el alma que canta", la cupletista aragonesa de La violetera y El relicario. Rodríguez cantó a dúo  con Azucena los temas La Tranquera y el couplet El delantal de la china.
Tuvo como compañera de escena a la reconocida cancionista Pepita Avellaneda. En agosto de 1916 trabajó en el Teatro Esmeralda (hoy Teatro Maipo), en la que estuvieron también el dúo Carlos Gardel - José Razzano, la bailarina española Enriqueta Pujol (la Satanella) y la cupletista Antonia Costa.
Compuso, entre otros temas, la famosa milonga Gorrión de Buenos Aires. Hizo con sucesos las creaciones, todavía hoy deliciosamente audibles, del maestro chileno Osmán Pérez Freyre, como El pangaré y Mi moro.
Pertenece así a una de las primeras cancionistas argentinas en iniciar el género del tango cantados por mujeres.